# Asim Richards
Asim Richards (Filadelfia, Pensilvania; 2 de octubre de 2000) es un jugador profesional estadounidense de fútbol americano, se desempeña en la posición de offensive tackle en Dallas Cowboys, en la National Football League (NFL).

## Carrera
Hizo su debut profesional con el equipo Dallas Cowboys, lleva jugando una temporada, comenzó en el 2023.